# The Younger Brother (film 1911 Merwin)
The Younger Brother è un cortometraggio muto del 1911 sceneggiato e diretto da Bannister Merwin.
Nello stesso anno, in dicembre, sarebbe poi uscito un altro cortometraggio prodotto dalla Vitagraph dallo stesso titolo.

## Produzione
Il film fu prodotto dall'Edison Company.

## Distribuzione
Distribuito dalla General Film Company, il film - un cortometraggio in una bobina - uscì nelle sale cinematografiche statunitensi il 25 luglio 1911.
Non si conoscono copie ancora esistenti della pellicola che si ritiene presumibilmente perduto.